# DFB-Supercup (Frauen)
Der DFB-Supercup der Frauen ist ein von 1992 bis 1997 ausgetragener Wettbewerb im deutschen Frauenfußball, der zugunsten des Bundesliga-Saisoneröffnungsturniers eingestellt und 2024 durch den DFB wieder eingeführt wurde.

## Geschichte
Im Wettbewerb traf der amtierende Meister auf den amtierenden Pokalsieger. Sollte der Meister auch den Pokal gewonnen haben, rückte der unterlegene Pokalfinalist nach. 1992, 1993 und 1995 wurde der Supercup der Frauen unmittelbar vor dem Supercup der Männer ausgetragen. Im Jahr 1994 waren Spielerinnen von Meister Siegen und Pokalsieger Brauweiler mit der Frauen-Nationalmannschaft beim Chiquita-Turnier (31. Juli bis 6. August 1994) in den Vereinigten Staaten, weshalb eine Austragung direkt vor dem Supercup der Männer nicht stattfinden konnte. 1996 wurde der Supercup aufgrund der deutschen Teilnahme an den Olympischen Spielen 1996 (21. Juli bis 1. August 1996) in den Vereinigten Staaten verschoben.
In den sechs Austragungen konnte sich der Meister viermal, der Pokalsieger zweimal durchsetzen. Rekordsieger sind Grün-Weiß Brauweiler und der FSV Frankfurt mit jeweils zwei Titeln.
Gemäß Beschluss des DFB-Präsidiums im Rahmen seiner Sitzung am 7. Dezember 2023 wird der Wettbewerb um den Supercup der Frauen ab der Saison 2024/25 wiederbelebt. Gewinnt ein Klub das Double, tritt, im Unterschied zur Vergangenheit, anstelle des Pokalfinalisten der Vizemeister an. Als Trophäe dient der bereits von 1992 bis 1997 vergebene Pokal.

## Die Spiele im Überblick
| Jahr                                 | Spielort                             | Meister              | Ergebnis  | Pokalsieger / Pokalfinalist |
| ------------------------------------ | ------------------------------------ | -------------------- | --------- | --------------------------- |
| 1992 (11. Aug.)                      | Niedersachsenstadion, Hannover       | TSV Siegen           | 4:0 (3:0) | FSV Frankfurt               |
| 1993 (1. Aug.)                       | Ulrich-Haberland-Stadion, Leverkusen | TuS Niederkirchen    | 2:1 (1:0) | TSV Siegen                  |
| 1994 (24. Juli)                      | Simmertal                            | TSV Siegen           | 0:4 (0:0) | Grün-Weiß Brauweiler        |
| 1995 (5. Aug.)                       | Rheinstadion, Düsseldorf             | FSV Frankfurt        | 4:0 (2:0) | TSV Siegen 1                |
| 1996 (4. Sep.)                       | Nidderau                             | Sportfreunde Siegen  | 0:2 n. V. | FSV Frankfurt               |
| 1997 (31. Aug.)                      | Rheine                               | Grün-Weiß Brauweiler | 1:0 (0:0) | FC Eintracht Rheine 1       |
| von 1998 bis 2023 nicht ausgetragen. |                                      |                      |           |                             |
| Jahr                                 | Spielort                             | Meister              | Ergebnis  | Pokalsieger / Vizemeister   |
| 2024 (25. Aug.)                      | Rudolf-Harbig-Stadion, Dresden       | FC Bayern München    | 1:0 (1:0) | VfL Wolfsburg               |
| 2025 (30. Aug.)                      | BBBank Wildpark, Karlsruhe           | FC Bayern München    | -:- (-:-) | VfL Wolfsburg 2             |

## Rangliste der Teilnehmer
| Rang | Verein               | Siege | Jahr(e)                | Teilnahmen |
| ---- | -------------------- | ----- | ---------------------- | ---------- |
| 1    | FSV Frankfurt        | 2     | 1992, 1995, 1996       | 3          |
| 2    | Grün-Weiß Brauweiler | 2     | 1994, 1997             | 2          |
| 3    | TSV Siegen           | 1     | 1992, 1993, 1994, 1995 | 4          |
| 4    | TuS Niederkirchen    | 1     | 1993                   | 1          |
|      | FC Bayern München    | 1     | 2024                   | 1          |
| 6    | Sportfreunde Siegen  |       | 1996                   | 1          |
|      | FC Eintracht Rheine  |       | 1997                   | 1          |
|      | VfL Wolfsburg        |       | 2024                   | 1          |